# 군포시의 마천루 목록
대한민국 경기도 군포시의 마천루 목록이다. 대한민국의 「초고층 및 지하연계 복합건축물 재난관리에 관한 특별법」에 따르면 '초고층 건축물' 이란 층수가 50층 이상 또는 높이가 200m 이상인 건축물을 말한다.

## 마천루 순위
본 목록은 완공되었거나, 상량식을 끝낸 마천루이다.
| 순위 | 이름                    | 사진 | 위치   | 높이 | 층수 | 완공 연도 | 비고                                  |
| ---- | ----------------------- | ---- | ------ | ---- | ---- | --------- | ------------------------------------- |
| 1    | 힐스테이트 금정역 201동 |      | 금정동 | 167m | 49층 | 2022년    | 현재 군포시에서 가장 높은 마천루이다. |
| 2=   | 힐스테이트 금정역 102동 |      | 금정동 | 165m | 49층 | 2022년    | [ 2 ]                                 |
| 2=   | 힐스테이트 금정역 103동 |      | 금정동 | 165m | 49층 | 2022년    | [ 3 ]                                 |
| 4    | 힐스테이트 금정역 101동 |      | 금정동 | 162m | 49층 | 2022년    | [ 4 ]                                 |
| 5    | 힐스테이트 금정역 104동 |      | 금정동 | 159m | 49층 | 2022년    | [ 5 ]                                 |
| 6    | 군포IT밸리 A동          |      | 당정동 | 134m | 34층 | 2013년    | [ 6 ]                                 |
| 7=   | 금정 삼성쉐르빌 A동     |      | 산본동 | 132m | 37층 | 2010년    | [ 7 ]                                 |
| 7=   | 금정 삼성쉐르빌 B동     |      | 산본동 | 132m | 37층 | 2010년    | [ 8 ]                                 |
| 9    | 군포IT밸리 B동          |      | 당정동 | 104m | 34층 | 2013년    | [ 6 ]                                 |

## 같이 보기
- 군포시
- 마천루 목록
- 아시아의 마천루 목록
- 대한민국의 마천루 목록